# Ђојело (Перуђа)
Ђојело је насеље у Италији у округу Перуђа, региону Умбрија.
Према процени из 2011. у насељу је живело 254 становника. Насеље се налази на надморској висини од 331 м.